# Johann Mayer (dolnorakouský politik)
Johann Mayer (28. února 1858 Deutsch-Wagram – 12. října 1941 Bockfließ) byl rakouský křesťansko sociální politik, na počátku 20. století poslanec Říšské rady, v poválečném období poslanec rakouské Národní rady a předseda Spolkové rady.

## Biografie
Vychodil národní školu, v letech 1870–1875 se vyučil mlynářem a pak v letech 1876–1877 studoval na obchodní škole ve Vídni. Pracoval v několika mlýnech a roku 1880 převzal rodinný mlýn v Großengersdorfu. Od roku 1886 zasedal v obecní radě v Großengersdorfu. Angažoval se v Křesťansko sociální straně Rakouska. Od roku 1890 až do roku 1922 byl poslancem Dolnorakouského zemského sněmu. Od roku 1902 byl členem zemského výboru. V roce 1903 založil a stal se prvním prezidentem zemské zemědělské rady. Prosazoval rozvoj pěstování révy a ovoce a zřizování zemských sociálních a vzdělávacích ústavů.
Na konci 19. století se zapojil i do celostátní politiky. Ve volbách do Říšské rady roku 1897 získal mandát v Říšské radě (celostátní zákonodárný sbor) za všeobecnou kurii, 8. volební obvod: Korneuburg, Stockerau atd. Mandát tu obhájil ve volbách do Říšské rady roku 1901. Uspěl i ve volbách do Říšské rady roku 1907, konaných poprvé podle všeobecného a rovného volebního práva, kdy byl zvolen za obvod Dolní Rakousy 53. Usedl do poslanecké frakce Křesťansko-sociální sjednocení. Mandát obhájil za týž obvod i ve volbách do Říšské rady roku 1911. Usedl do klubu Křesťansko-sociální klub německých poslanců. Ve vídeňském parlamentu setrval až do zániku monarchie. Profesně byl k roku 1911 uváděn jako člen zemského výboru.
Po válce zasedal v letech 1918–1919 jako poslanec Provizorního národního shromáždění Německého Rakouska (Provisorische Nationalversammlung). Od 4. března 1919 do 21. května 1919 byl poslancem Ústavodárného národního shromáždění Rakouska. Od 1. prosince 1920 do 23. prosince 1922 byl členem Spolkové rady (horní komora rakouského parlamentu), přičemž do 21. února 1922 vykonával funkci předsedy Spolkové rady.
Po válce zastával post náměstka zemského hejtmana a v letech 1921–1922 působil coby zemský hejtman Dolních Rakous. Čestné občanství mu udělilo 169 obcí v Dolních Rakousích.